# Dottrina Brežnev

Paesi dell'Europa orientale nel blocco comunista.

La dottrina Brežnev, nota anche come dottrina della sovranità limitata, fu una linea di politica estera sovietica introdotta da Leonid Brežnev in un discorso tenuto davanti al quinto congresso del Partito Operaio Unificato Polacco il 13 novembre 1968. 

## Storia
Nel discorso tenuto da Brežnev davanti all'assise comunista polacca, questi affermò:
(Leonid Brežnev, 13 novembre 1968.)
Era implicito che la leadership dell'Unione Sovietica si riservasse il diritto di definire cosa fossero "socialismo" e "capitalismo". Ciò significò in pratica che a nessuna nazione era consentito lasciare il Patto di Varsavia, né di turbare gli equilibri dei regimi a partito unico nei paesi appartenenti al Blocco orientale. L'affermazione di Breznev fu interpretata come una minaccia di non interferire negli affari dei paesi appartenenti alla sfera di influenza dell'URSS da parte del Patto Atlantico.
Secondo Jiri Valenta e la Dottrina Brežnev venne usata per giustificare l'invasione della Cecoslovacchia che pose fine alla Primavera di Praga nel 1968.
La Dottrina Brežnev venne sostituita nel 1988 da quella che venne scherzosamente definita Dottrina Sinatra da Mikhail Gorbaciov, il quale dichiarò decaduta la sovranità limitata dei paesi alleati e che ogni partito dovesse essere libero di scegliere la propria strada per costruire il socialismo.